# Cisthene
Cisthene là một chi bướm đêm thuộc phân họ Arctiinae, họ Erebidae.

## Các loài
- Cisthene angelus (Dyar, 1904)
- Cisthene barnesii (Dyar, 1904)
- Cisthene conjuncta (Barnes & McDunnough, 1913)
- Cisthene coronado C.B. Knowlton, 1967
- Cisthene deserta (Felder, 1868)
- Cisthene dorsimacula (Dyar, 1904)
- Cisthene faustinula (Boisduval, 1869)
- Cisthene juanita Barnes & Benjamin, 1925
- Cisthene kentuckiensis (Dyar, 1904)
- Cisthene liberomacula (Dyar, 1904)
- Cisthene martini C.B. Knowlton, 1967
- Cisthene packardii (Grote, 1863)
- Cisthene perrosea (Dyar, 1904)
- Cisthene picta (Barnes & McDunnough, 1918)
- Cisthene cây mậnbea Stretch, 1885
- Cisthene striata Ottolengui, 1898
- Cisthene subjecta Walker, 1854
- Cisthene subrufa (Barnes & McDunnough, 1913)
- Cisthene tenuifascia Harvey, 1875
- Cisthene unifascia Grote & Robinson, 1868